# Nitrato di lantanio
Il nitrato di lantanio è il sale di lantanio dell'acido nitrico.
A temperatura ambiente si presenta come un solido bianco dall'odore appena pungente. Può cristallizzare come esaidrato. È un composto irritante.